# 正義連線
正義連線，是臺灣政黨民主進步黨內派系之一，由前總統陳水扁創立，又被稱作是扁系。正義連線曾經是民進黨內最大的派系，2006年已解散。部份成員改組成一邊一國連線延續運作。

## 歷史
1991年國大代表選舉中，陳水扁主張「議會路線」優先於「台獨路線」，與同志組成「正義連線助選團」，四處為民主進步黨助選，參與選舉。
1992年立法委員選舉後，陳水扁結合立法院與國民大會的民進黨同志成立正義連線，以議會問政及公共政策為主，很快就成為民進黨內最大的派系。
1997年，沈富雄擔任正義連線會長。
1999年，正義連線曾主張廢除民進黨台獨黨綱的「建立主權獨立自主的台灣共和國」字樣，確立中華民國是台灣。新潮流大老林濁水則堅持在〈臺灣前途決議文〉加入「固然依目前憲法稱為中華民國，但與中華人民共和國互不隸屬，既是歷史事實，也是現實狀態」。因此正義連線的主張在民進黨內並未得到一致認同。
2006年7月23日，立委王幸男在民進黨第12屆第1次全國黨員代表大會提出「解散派系」議案，獲得過半票數通過；正義連線因此解散，沒繼續運作。